# Schillinger-System
Das Schillinger-System (Schillinger System of Musical Composition) ist ein Kompositionssystem, das auf den Veröffentlichungen und der Unterrichtstätigkeit des ukrainisch-amerikanischen Musiktheoretikers und Komponisten Joseph Schillinger beruht. Schillinger hatte dieses System in den 1920er und 1930er Jahren entwickelt. Da es auf Zusammenhängen von Musik und Zahl aufbaut, erhob es den Anspruch, genreunabhängig zu sein und sich von traditionellen Methoden des Kompositionsunterrichts abzuheben.

## Hintergrund
Bereits in den 1930er Jahren hatte Schillinger sich dafür eingesetzt, dass es an der Wissenschaft sei, alte Kompositionspraktiken zu beseitigen. Nach seiner Emigration nach Amerika 1928 wurde Schillingers System in New York schnell populär. Schillinger besetzte an der New School in New York City ein Professorat und war Kompositionslehrer von  Musikern wie George Gershwin, Benny Goodman, Stan Kenton, Glenn Miller, Earle Brown und Vernon Duke. Große Teile der vorherigen Musikgeschichte, Kompositionslehre und des Instrumentenbaus verwarf er öffentlich als fehlerhafte Trial-and-Error-Versuche, die am fehlenden wissenschaftlichen Anspruch ihrer Macher gescheitert wären. Von diesen Urteilen nahm er weder berühmte Instrumentenbauer noch Komponisten wie Johann Sebastian Bach oder Ludwig van Beethoven aus. Zum Beispiel beschuldigte er Beethoven, kompositorische Vorgaben nicht stringent genug beachtet zu haben. Gershwin beschäftigte sich vier Jahre mit dem Schillinger-System. In dieser Zeit schrieb er Porgy and Bess und konsultierte Schillinger mehrfach hinsichtlich Fragen zur Oper und Orchestrierung.
Die Grundannahme hinter Schillingers System ist, dass Musik (entsprechend Eduard Hanslicks Definition von 1854) „tönend bewegte Form“ zum Inhalt hat. Für Schillinger bedeutete das, dass jede physische Aktion, jeder physische Prozess eine Entsprechung im musikalischen Ausdruck hat. Bewegung und Musik hielt er auf Grundlage des damaligen wissenschaftlichen Stands für verstehbar. Schillinger glaubte, dass bestimmte Motive (Patterns) Anspruch auf Universalität erheben könnten und in der Musik wie im Nervensystem des Menschen angelegt sind.
Das Vorwort zum postum 1946 erschienenen Referenzwerk Schillinger System of Musical Composition stammt von Henry Cowell. Er betont dort, dass das Schillinger-System im Unterschied zu konventionellen Kompositionsschulen keine Kompositionsregeln aufstelle, sondern stattdessen dem Komponisten eine Wahlfreiheit ermögliche.

## Kennzeichen des Systems
Zofia Helman: „Vom aristotelischen Grundsatz ars imitatae naturae ausgehend entwickelt Schillinger die These, dass ästhetische Qualitäten der Musik auf geometrische Relationen ihrer Komponenten zurückgebracht werden können und dass Musik immer Gesetze der mathematischen Logik verwirklicht.“ 1953 propagierte Werner Meyer-Eppler den Parameterbegriff (Parametrisierung der Musik), den Schillinger in seiner postumen Veröffentlichung The Mathematical Basis of Arts (1948) in die Musik einbringen wollte: „Das Tonhöhen-, Zeit- und Klangkontinuum soll nach Schillinger parametrisiert und die Parameter [sollen] nun mit mathematischen Methoden transformiert und variiert werden.“
Das System enthält Theorien zu Rhythmus, harmonischer und melodischer Gestaltung, Kontrapunkt, Form und auch einer Semantik der Musik (zum Beispiel in Bezug auf Emotive, wie sie in der auftragsabhängigen Filmmusik erzielt werden sollen). Der Ansatz bietet eine systematische und genreunabhängige Betrachtungsweise zu musikalischer Analyse und Komposition. Dazu entwickelte er unter anderem ein neues System der Musiknotation. Dabei war Schillingers System selbst nicht vollständig ausgearbeitet. Seine Theorie des Kontrapunkts deckt zum Beispiel nur den einfachen und den doppelten, nicht aber den mehrfachen Kontrapunkt ab. Studenten wie Jerome Walman erweiterten die Technik auf eine Vielzahl melodischer Kombinationen, was dazu führte, dass Walman schließlich ein eigenes System entwarf.
Schillinger versucht nur selten Vorhersagen zu ästhetischen Konsequenzen seines Systems zu machen. Stattdessen bietet er generalisierte Motivbildungstechniken („pattern-making techniques“) an, die frei von stilistischen Vorlieben oder Vorurteilen sind. Die Techniken selbst sind Werkzeuge für die Planung und Ausführung umfangreicher musikalischer Strukturen. Insbesondere hinsichtlich des Umgangs mit Rhythmus ist das Schillinger-System weithin ausgearbeitet. Algorithmische Kompositionstechniken sind hier bereits vor Iannis Xenakis’ Kompositionen zu finden. Vielfach sind aber auch traditionelle Kompositionstechniken einfach unter anderer Bezeichnung in die Terminologie des Systems eingepasst. Schillinger schlug auch ein System der numerischen Analyse von Tonhöhen vor, das auf Prinzipien beruhte, die noch vor den Arbeiten Milton Babbitts und Allen Fortes Eingang in die allgemeine Satzlehre fanden.
Zumeist werden sehr einfache musikalische Fragmente, zum Beispiel zwei oder drei Töne, als Grundmaterial für Permutation, geometrische Expansion, Umkehrung usw. verwendet, um daraus eine Vielzahl an Variationen und neuem Material zu gewinnen. In Schillingers System werden rhythmische Interferenz-Resultanten als Basis für die Entwicklung unterschiedlicher Schichten für orchestrale Notationen verwendet, um diese dann durch Permutationen zu einem rhythmischen Set (einer Menge) zu entwickeln und so mehr Möglichkeiten für spezifische Kompositionen zu erhalten. Für die melodische Gestaltung favorisierte er neben einem Kontrollton („boss tone“), der den tonalen Fokus überwachen soll, emotionale Konnotationen, im Groben: Aufwärts = Freudig, Abwärts = Traurig. Jede Entscheidung, die eine harmonische Auflösung erlaubt, ist voll akzeptabel. Einzig unerlaubt sind Unsicherheit und Spekulation.

## Ausbildung
Dass die Einlassungen zur Organisation rhythmischer Gegebenheiten am Anfang seiner Abhandlung stehen und das Konzept zur rhythmischen Gestaltung vielfach auf andere Bereiche der Komposition (so zum Beispiel Melodiefindung) übertragen wurde, macht ein Verständnis der Terminologie ganz zu Beginn der Auseinandersetzung mit dem System erforderlich. Wie für Systeme jeder Art und insbesondere Kompositionssysteme üblich, liegt der praktische Wert des Schillinger-Systems in der methodologischen Entscheidungsfindung. Die Möglichkeiten, die Schillinger für Entscheidungshilfen anbietet, stellen seine Studenten jedoch vor eine Vielzahl an Entscheidungsmöglichkeiten, wodurch die Notwendigkeit entstand, das Schillinger-System nicht nur in Printveröffentlichungen bekannt zu machen, sondern auch ein Schulsystem mit entsprechend ausgebildeten Lehrern in die Welt zu rufen, die die Schüler bei aktuellen Entscheidungsfragen unterstützen konnten. 
Das Berklee College of Music begann seine Existenz als Schillinger House (1945–1954), als es nach Schillingers Tod (1943) vom Schillinger-Schüler Lawrence Berk in Boston gegründet wurde. Es baute zunächst auf dem Schillinger-System auf. Bevor das Interesse an der Methode stagnierte und das Schillinger-System zunächst auch in Berklee nicht weiter gelehrt wurde, entstanden bis in die 1980er Jahre etwa 40 Schillinger-Schulen weltweit. Da für eine Lehrbefugnis die Zertifizierung durch die Schillinger Society notwendig war, erwies sich das System auch finanziell als durchaus erfolgreich.
Obwohl das System als modern und visionär gedacht war, sollte es auch zur Klärung von Fragen der traditionellen Musiktheorie dienen, indem Verfehlungen und konzeptuelle Widersprüche in der Musikgeschichte vorgestellt wurden. Die Schwierigkeiten, denen Studenten des Systems gegenüberstehen, resultieren auch aus der weitgehend erneuerten Begrifflichkeit. Das System ist selbst nicht besonders komplex, allerdings erfordert es ein hohes Maß an Lernwilligkeit, sich die Terminologie anzueignen und die auf Grundlage nur weniger Gleichungen entstehende Fülle an Möglichkeiten für den Tonsatz zu bewältigen.

## Computerimplementation
Walter Birg vom Zentrum für Elektronische Musik in Freiburg empfiehlt Komponisten, die sich mit algorithmischer Komposition befassen, explizit die Auseinandersetzung mit dem Schillinger-System. Mit Stratasynch ist auch ein GNU / Linux-basiertes Schillinger-Kompositionstool mit DAW-Implementation in ABC als Freeware erhältlich. Die Kapitel aus Schillingers Veröffentlichungen zu seinem System, die bei der Umsetzung des Tools eine Rolle spielten, sind dokumentiert (siehe Weblinks).